# Elizabeth Hargrave
Elizabeth Hargrave je americká herní návrhářka, působící dříve jako konzultantka v oblasti zdravotní politiky. Navrhla několik deskových her, mezi něž patří Na křídlech, oceněná jako Kennerspiel des Jahres 2019, tedy nejlepší hra roku pro zkušené hráče, nebo také Tussie Mussie a Mariposas.

## Život
Narodila se patrně kolem roku 1973, její otec byl biochemik. Během středoškolských let se rodina přestěhovala z Jižního Illinois do Gainesville na Floridě. V průběhu dospívání hrála s rodinou hry, zejména Scrabble a Hearts, během středoškolského období pak žolíky a při vysoké škole na privátě velké množství her.
V letech 1990–1994 studovala na Brownově univerzitě. Poté do roku 1996 pokračovala magisterským studiem oboru Public Affairs na Lyndon B. Johnson School of Public Affairs v rámci Texaské univerzity v Austinu.
Po promoci a získání magisterského titulu Hargrave pracovala řadu let ve Washingtonu, nejprve na ministerstvu zdravotnictví a sociálních služeb a později jako analytička veřejné politiky v Národním centru výzkumu veřejného mínění (NORC) Chicagské univerzity. Její výzkum zahrnoval zkoumání trendů ohledně léků na předpis a práci na zprávě Poradní komise pro platby za zdravotní péči vypracované pro Kongres USA. Hargrave byla např. citována v článku US News Money pojednávajícím o americkém federálním plánu Medicare Part D pro rok 2012.
V roce 2019 odcestovala do Belize, aby dobrovolnicky podpořila výzkumný tým sledující tamní populace žraloků a rejnoků. Pomáhala s odchytem, značkováním a měřením rejnoků a žraloků. 
Hargraveová, kterou deník The New York Times popisuje jako „blázna do tabulek“, žila k březnu 2019 v Silver Spring v Marylandu se svým manželem, zahradním designérem Mattem Cohenem. 

## Tvorba her
Hargrave se podle svých slov při svém pobytu ve Washingtonu pravidelně scházela s dalšími lidmi při hraní deskových her. Nápad začít navrhovat vlastní hry s přírodní tematikou dostala na jedné takové akci v roce 2014, jak uvedl web Audubon:
Hargrave a její manžel milovali přírodu a nedávno se začali věnovat pozorování ptáků. Všichni jejich přátelé měli podobnou zálibu v outdoorových aktivitách. Tehdy ve skupině přednesla: „Proč neexistují žádné hry o tom, co nás baví?“
V jiném rozhovoru Hargrave vysvětlila, že měla pocit, že „...existovalo příliš mnoho her o hradech a vesmíru a málo her o věcech, které mě zajímají. Tak jsem se rozhodla udělat hru o něčem, na čem mi záleží."

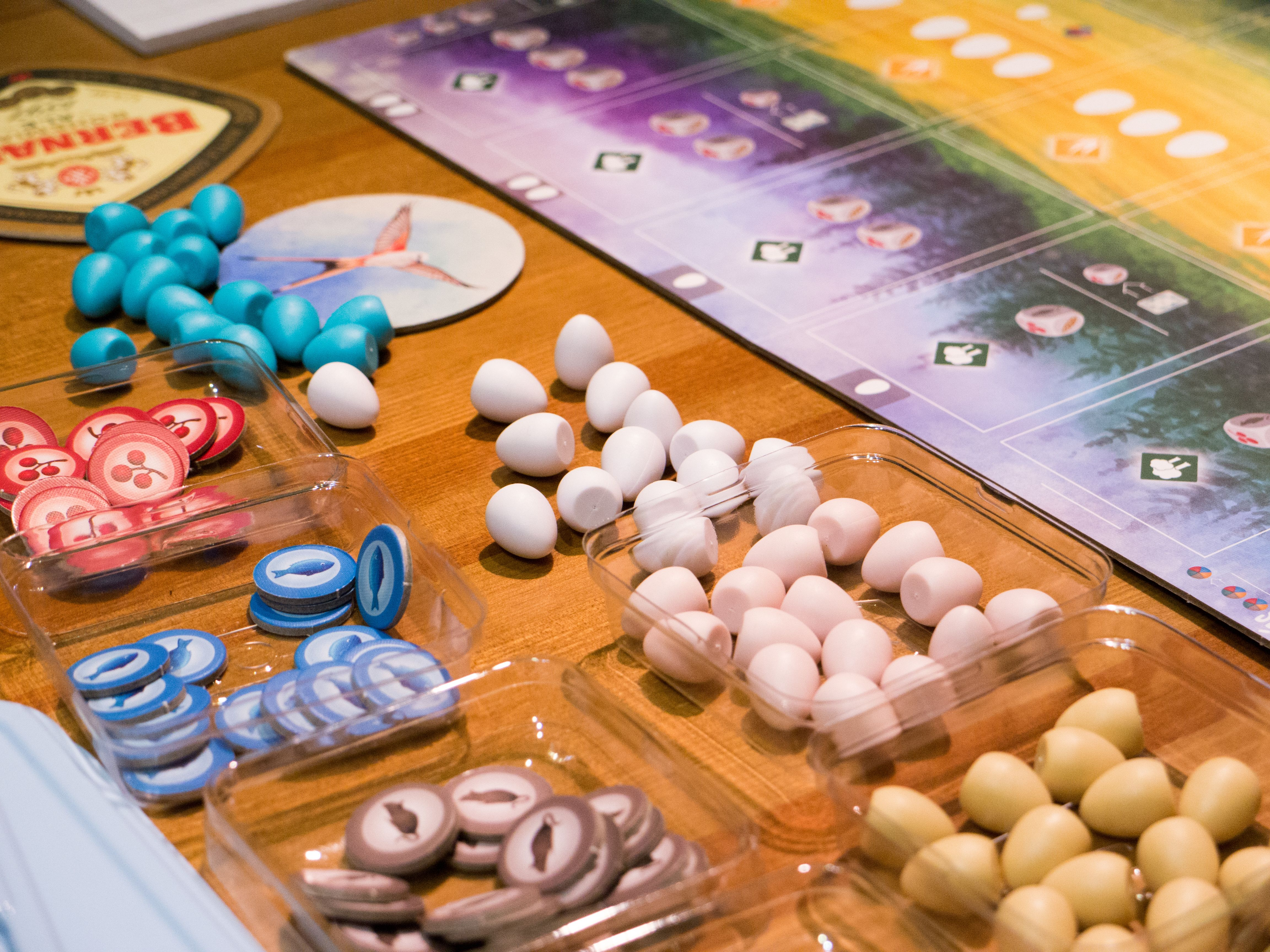
Detail z hraní hry Na křídlech

Hargrave navrhla hru Wingspan (česky vyšla pod názvem Na křídlech) s pomocí online údajů Cornellovy ornitologické laboratoře při Cornellově univerzitě a Národní společnosti Audubon. Hru popisuje jako „karetní enginebuildingovou hru o umisťování ptáků do přírodní rezervace“.
Hargrave nabídla hru (tehdy nazvanou „Bring in the Birds“) třem různým vydavatelstvím na  stolněherním setkání Gen Con v roce 2016 a tehdy ji zakoupilo vydavatelství Stonemaier Games. Hra vyšla v roce 2019 a během prvních dvou měsíců po vydání se prodalo celosvětově 44 000 kopií i se dvěma dotisky, přičemž se vydavatel veřejně omluvil za to, že nemá k dispozici více kopií. Hra Na křídlech v kritikách získala uznání za své téma, kvalitu komponent, přístupnost a hratelnost. V roce 2019 také vyhrála ocenění Kennerspiel des Jahres jako nejlepší hra roku pro zkušené hráče.
V roce 2018 Hargrave vytvořila hru Tussie Mussie, a to během jednoho měsíce před hernědesignovou soutěží při Gen Can't 2018 (online konference původně vytvořená jako žertovná alternativa pro lidi, kteří se nemohou zúčastnit Gen Con). Každá herní karta zobrazuje jinou květinu spolu s textem popisujícím její tajný význam ve viktoriánském „jazyku květin“. Po vítězství v soutěži Gen Can't byla hra v roce 2019 vydána společností Button Shy Games, a to s pomocí crowdfundingové kampaně na Kickstarteru se stanoveným cílem 1 000 USD, která místo toho vybrala téměř 85 000 dolarů.
V roce 2018 také začala Hargrave pracovat na hře Mariposas (španělsky „motýli“) o migraci motýlů monarchů stěhovavých a prodala ji hernímu vydavatelství Alderac Entertainment Group (AEG), jež vyhlásilo výzvu pro herní návrhářky v roce 2019, těsně před vydáním hry Na křídlech.  V rozhovoru Hargrave uvedla, že projekt byl zčásti inspirován její návštěvou mexické motýlí rezervace v roce 2003 a zčásti čtením románu Barbary Kingsolver z roku 2012 Flight Behaviour .  Hra vyšla v roce 2020 a byla popsána jako rodinná hra zaměřená na širší publikum než Wingspan. Pochvalu si vysloužily herní komponenty a její environmentální poselství. 
V prosinci 2019 Hargrave uvedla, že také pracuje na hrách o houbách a genetickém křížení mezi psy a liškami. Druhý zmíněný koncept hry byl později ohlášen k vydání pod názvem The Fox Experiment. Jako inspirace k tématu hry posloužil sovětský experiment Dmitrije K. Beljajeva a Ljudmily N. Trutové v sibiřském Novosibirsku. V kampani na Kickstarteru v září 2022 byl stanovený cíl 50 tisíc dolarů dosažen již během 1 hodiny od spuštění a celkově byly vybrány prostředky ve výši blížící se 700 tisícům dolarů.
V létě 2020 Elizabeth Hargrave publikovala úvahu o inkluzi, diverzitě a rovném zastoupení v deskových hrách i jejich tvorbě, v níž upozornila na drtivě převažující (93,5 %) zastoupení bílých mužů mezi tvůrci deskových her (uvedených v databázi Board Game Geek k roku 2018) a obdobně též silné zastoupení bílých mužských postav (46 %) v grafice předních obálek stovky nejlépe hodnocených her. Tématu zastoupení ženských či nebinárních herních tvůrců se věnovala také na svých oficiálních webových stránkách.

## Hry
- 2019: Na křídlech / Wingspan (Stonemaier Games)
  - 2019: Na křídlech: Střemhlavý start / Wingspan swift-start promo pack – minirozšíření přiložené k 2. výtisku základní hry[37][38]
  - 2019: Na křídlech: Perutě Evropy / Wingspan: European Expansion – první rozšíření
  - 2020: Na křídlech: Opeřená Oceánie / Wingspan: Oceania Expansion – druhé rozšíření
  - 2022: Na křídlech: Hnízdem v Asii / Wingspan: Asia – třetí rozšíření
- 2019: Tussie Mussie (Button Shy Games)
- 2020: Mariposas (AEG)
- 2023: The Fox Experiment – v přípravě